# 리얼 월드/로드 룰즈 챌린지: 배틀 오브 더 섹시스 2
리얼 월드/로드 룰즈 챌린지: 배틀 오브 더 섹시스 2(Real World/Road Rules Challenge: Battle of the Sexes 2)는 《리얼 월드/로드 룰즈 챌린지》의 9번째 시즌으로, 2004년 10월 4일부터 2005년 1월 31일까지 방영되었다.